# 福井義男
福井 義男(ふくい よしお、1913年4月10日 - 1989年6月30日)は、大日本帝国海軍の軍人。操練26期。最終階級は海軍大尉。日中戦争及び太平洋戦争に海軍航空隊員として従軍し、11機（不確実4）もの敵機を撃墜したエース・パイロットとして知られる。

## 経歴
1913年4月10日、香川県に生まれる。1931年、佐世保海兵団に入団、整備兵となるも、1934年（昭和9年）9月、操縦練習生となり翌1935年（昭和10年）3月修了。同期生に松場秋夫（18機撃墜）、佐藤仁志（8機撃墜）、大平寺飛行場に強行着陸した大石英男ら。大村海軍航空隊、鹿屋海軍航空隊を経て、空母「龍驤」飛行隊。
1937年（昭和12年）8月22日、宝山方面にて兼子正中尉指揮の95式艦戦4機編隊の2番機として哨戒行動中、カーチス・ホークⅢ及びボーイング281戦闘機など敵18機編隊と遭遇、交戦の末、30分間足らずで単独3機、部隊で6機撃墜の戦果を挙げる。9月21日、広東攻撃で2機を撃墜。12月、横須賀海軍航空隊に転じ内地に帰還。
1937年（昭和12年）4月、空母「加賀」飛行隊に転じ、再び南支作戦に従事。9月13日、柳州攻撃でカーチス・ホークを1機撃墜、反復して対地攻撃を行う。12月、空母「赤城」飛行隊に転じる。谷田部、鹿屋、百里原、大分海軍航空隊教員。1941年（昭和16年）4月、空曹長昇進。
1943年（昭和18年）6月、「瑞鳳」飛行隊（長：佐藤正夫大尉、海兵63期、11月11日戦死）に転属。11月1日、ラバウル基地に進出。翌2日11時40分、P-38 80機とB-25 75機の空襲を受け、B-25 1機を撃墜するも、P-38編隊に撃墜され、右足にやけどを負ったが、3日後に復帰し、数次の空戦に参加のちトラック島に復帰した。
1944年2月、新設の601空（入佐俊家中佐）に転属。「瑞鶴」に乗組み、あ号作戦に参加。6月19日、第一次攻撃隊制空隊小隊長として出撃、1機を撃墜（不確実）。翌20日夕、母艦直衛任務をつとめ、米攻撃機と交戦。7月、653空戦闘第165飛行隊に転じ、再び瑞鶴乗組として10月24日に比島沖海戦に参加。機動部隊攻撃に参加後、母艦に帰還したが、撃沈され駆逐艦に救助された。11月、戦闘第304飛行隊に転じ、陸路でパレンバン基地に向かう。翌年1月、本土に帰還し、302空附となりそのまま終戦を迎えた。
1989年6月30日に香川県で死去。